# Supernova 2019
Die 5. Supernova fand am 16. Februar 2019 statt und war der lettische Vorentscheid für den Eurovision Song Contest 2019 in Tel Aviv (Israel). Mit ihrem Lied That Night konnte die lettische Indie-Pop-Band Carousel den Wettbewerb für sich entscheiden.

## Format

### Konzept
LTV gab am 5. Dezember 2018 bekannt, dass insgesamt 16 Teilnehmer und damit fünf weniger als im Vorjahr teilnehmen werden. Insgesamt soll es zwei Halbfinale mit je acht Teilnehmern geben. Davon qualifizieren sich die jeweils vier besten Teilnehmer für das Finale, so dass im Finale insgesamt acht Teilnehmer antreten werden. Der Sieger soll erneut zu 50 % per Televoting und zu 50 % per Juryvoting entschieden.

### Beitragswahl
Vom 3. September 2018 bis zum 21. Oktober 2018 konnten Beiträge bei LTV eingereicht werden. Der Sender gab dazu bekannt, dass sie einen Radio Hit suchen. Ebenfalls wurde die Altersgrenze von 18 auf 16 Jahren heruntergesetzt. Erneut konnten sich Sänger, Produzenten und Komponisten aus der ganzen Welt bewerben, allerdings liegt der Fokus auf lettische Künstler. Ebenfalls dürfen nun nur noch professionell produzierte Lieder eingereicht werden. Demos werden möglicherweise ignoriert.
Am 22. Oktober 2018 gab LTV bekannt, dass sie insgesamt 83 Lieder erhalten haben, was zehn weniger als im Vorjahr sind.

## Teilnehmer
Am 22. November fand eine zweite Runde an Auditions statt. Hier traten insgesamt 33 Künstler auf, die es bis zu diesem Punkt geschafft haben. Die jeweiligen Auftritte wurden von LTV online gestellt und konnten, wie schon 2018, von Fans bewertet werden. Abgestimmt werden konnte mit For (dt.: für), Against (dt.: gegen) und Reserve (dt.: vorbehalten). Die Abstimmung lief vom 26. November 2018 bis zum 30. November 2018 11:00 Uhr (MESZ). Die Abstimmung nahm allerdings kein Ergebnis auf die Halbfinalisten. Das Ergebnis sollte schließlich lediglich der Jury helfen, die Halbfinalisten auszuwählen.
Am 5. Dezember 2018 stellte LTV dann die 16 Teilnehmer der Supernova 2019 vor. Unter ihnen sind einige Rückkehrer wie Markus Riva. Er nimmt 2019 zum bereits fünften Mal an der Sendung teil, womit er an jeder Ausgabe teilnahm. Auch Samanta Tīna nahm bereits 2016 an der Supernova teil, nahm 2012, 2013 und 2014 jeweils aber auch an der lettischen Vorentscheidung Dziesma teil.

## Halbfinale

### Erstes Halbfinale
Das erste Halbfinale fand am 26. Januar 2019 statt. Vier Teilnehmer qualifizierten sich für das Finale.
| 1. | 4 | Laime Pilnīga  | Awe M: Ervīns Ramiņš, Mārcis Vasiļevskis, Elvijs Mamedovs, Jānis Olekšs; T: Ervīns Ramiņš, Mārcis Vasiļevskis                                                       | Englisch | Ehrfurcht                         | 1 | 3 | 04 |
| 2. | 5 | Edgars Kreilis | Cherry Absinth M: Edgars Kreilis, Jūlijs Melngailis, Arnis Račinskis; T: Jūlijs Melngailis, Arnis Račinskis                                                         | Englisch | –                                 | 2 | 2 | 04 |
| 3. | 8 | Samanta Tīna   | Cutting the Wire M/T: Arnis Račinskis, Lisbee Stainton, Samanta Tīna                                                                                                | Englisch | Schneide den Draht                | 4 | 1 | 05 |
| 4. | 7 | Aivo Oskis     | Somebody's Got My Lover M: Ruslans Kuksinovičs; T: Aivo Oskis | Englisch | Irgendjemand hat meinen Liebhaber | 3 | 4 | 07 |
| 6. | 3 | Līga Rīdere    | Būšu tepat M: Arnis Ieviņš; T: Līga Rīdere | Lettisch | Ich werde hier sein               | 6 | 5 | 11 |
| 6. | 6 | Elza Rozentāle | You Came on Tiptoe M: Māra Upmane-Holšteine, Mārtiņš Gailītis, Jānis Niedra, Elza Rozentāle; T: Māra Upmane-Holšteine, Reinis Straume, Jānis Niedra, Elza Rozentāle | Englisch | Du kamst auf Zehenspitzen         | 5 | 6 | 11 |
| 7. | 2 | Alekss Silvērs | Fireworks M/T: Aminata Savadogo | Englisch | Feuerwerke                        | 6 | 7 | 13 |
| 8. | 1 | Kris & Oz      | Midnight Streets M: Artūrs Osipovs, Kristīna Morins, Aleksandrs Solovjovs; T: Artūrs Osipovs, Aleksandrs Solovjovs                                                  | Englisch | Mitternachtsstraßen               | 8 | 8 | 16 |

 Kandidat hat sich für das Finale qualifiziert.

### Zweites Halbfinale
Das zweite Halbfinale fand am 2. Februar 2019 statt. Vier Teilnehmer qualifizierten sich für das Finale.
| 1. | 4 | Carousel                    | That Night M: Mārcis Vasiļevskis, Sabīne Žuga; T: Sabīne Žuga                                                                          | Englisch           | Diese Nacht                   | 1 | 3 | 04 |
| 2. | 6 | Double Faced Eels           | Fire M: Mārtiņš Gailītis, Reinis Straume; T: Mārtiņš Gailītis                                                                          | Englisch           | Feuer                         | 3 | 2 | 05 |
| 3. | 8 | Markus Riva                 | You Make Me So Crazy M: Markus Riva, Roman Nepomiashchyi; T: Markus Riva                                                               | Englisch           | Du machst mich so verrückt    | 5 | 1 | 06 |
| 4. | 3 | Dziļi Violets feat. Kozmens | Tautasdziesma M: Valters Osis, Nauris Brikmanis, Edgars Jercums, D.Bardovskis; T: Nauris Brikmanis, Jānis Skutelis, Mārtiņš Kozlovskis | Lettisch, Englisch | Volkslied                     | 4 | 4 | 08 |
| 5. | 2 | Peress                      | Smaragdi un pelni M: Kristīne Pastare; T: Kristīne Pastare, Ieva Katkovska, Iluta Alsberga                                             | Lettisch           | Smaragde und Asche            | 2 | 8 | 10 |
| 6. | 5 | Kristina                    | Remedy M: Kristiāna Bumbiere, K.Bumbieris, M.Gailītis; T: Kristiāna Bumbiere                                                           | Englisch           | Abhilfe                       | 5 | 7 | 12 |
| 6. | 7 | Adriana Miglāne             | Scared of Love M/T: Jānis Driksna, Monta Ķimene                                                                                        | Englisch           | Verängstigt vor Liebe         | 7 | 5 | 12 |
| 8. | 3 | Laika Upe                   | Listen to the Way that I Breathe M: Armands Varslavāns, R.Iļķēns Vārd; T: Annemarija Linka                                             | Englisch           | Höre auf die Art wie ich atme | 8 | 6 | 14 |

 Kandidat hat sich für das Finale qualifiziert.

## Finale
Das Finale fand am 16. Februar 2019 statt. Acht Teilnehmer haben dabei teilgenommen. Markus Riva gewann das Zuschauervoting, bestehend aus Televoting, einer Internetabstimmung, eine Spotify-Abstimmung sowie einer Abstimmung im Einkaufszentrum Alfa. Die Band Carousel gewann das Juryvoting und erreichte den zweiten Platz im Zuschauervoting. Dieser reichte, um den lettischen Vorentscheid zu gewinnen.
| Platz | Startnr. | Interpret                   | Lied Musik (M) und Text (T) | Sprache            | Übersetzung (Inoffiziell)         | Jury Platz | Zuschauer  | Zuschauer | Zuschauer | Zuschauer | Zuschauer |
| Platz | Startnr. | Interpret                   | Lied Musik (M) und Text (T) | Sprache            | Übersetzung (Inoffiziell)         | Jury Platz | Televoting | Internet  | Spotify   | Alfa      | Platz     |
| ----- | -------- | --------------------------- | --- | ------------------ | --------------------------------- | ---------- | ---------- | --------- | --------- | --------- | --------- |
| 1.    | 8        | Carousel                    | That Night M: Mārcis Vasiļevskis, Sabīne Žuga; T: Sabīne Žuga                                                                          | Englisch           | Diese Nacht                       | 1.         | 25,28 %    | 26,26 %   | 04,57 %   | 08,53 %   | 2.        |
| 2.    | 1        | Markus Riva                 | You Make Me So Crazy M: Markus Riva, Roman Nepomiashchyi; T: Markus Riva                                                               | Englisch           | Du machst mich so verrückt        | 5.         | 23,86 %    | 17,38 %   | 24,48 %   | 42,25 %   | 1.        |
| 3.    | 6        | Laime Pilnīga               | Awe M: Ervīns Ramiņš, Mārcis Vasiļevskis, Elvijs Mamedovs, Jānis Olekšs; T: Ervīns Ramiņš, Mārcis Vasiļevskis                          | Englisch           | Ehrfurcht                         | 2.         | 18,33 %    | 14,85 %   | 04,80 %   | 06,20 %   | 5.        |
| 4.    | 4        | Double Faced Eels           | Fire M: Mārtiņš Gailītis, Reinis Straume; T: Mārtiņš Gailītis                                                                          | Englisch           | Feuer                             | 3.         | 05,44 %    | 08,46 %   | 39,46 %   | 11,24 %   | 4.        |
| 5.    | 5        | Dziļi Violets feat. Kozmens | Tautasdziesma M: Valters Osis, Nauris Brikmanis, Edgars Jercums, D.Bardovskis; T: Nauris Brikmanis, Jānis Skutelis, Mārtiņš Kozlovskis | Lettisch, Englisch | Volkslied                         | 7.         | 13,46 %    | 17,88 %   | 04,59 %   | 17,05 %   | 3.        |
| 6.    | 2        | Edgars Kreilis              | Cherry Absinth M: Edgars Kreilis, Jūlijs Melngailis, Arnis Račinskis; T: Jūlijs Melngailis, Arnis Račinskis                            | Englisch           | –                                 | 4.         | 03,68 %    | 03,53 %   | 06,30 %   | 01,94 %   | 7.        |
| 7.    | 7        | Samanta Tina                | Cutting the Wire M/T: Arnis Račinskis, Lisbee Stainton, Samanta Tīna                                                                   | Englisch           | Schneide den Draht                | 6.         | 08,73 %    | 10,61 %   | 03,80 %   | 10,85 %   | 6.        |
| 8.    | 3        | Aivo Oskis                  | Somebody's Got My Lover M: Ruslans Kuksinovičs; T: Aivo Oskis                                                                          | Englisch           | Irgendjemand hat meinen Liebhaber | 8.         | 01,22 %    | 00,85 %   | 12,00 %   | 01,94 %   | 8.        |